# Oriel College
Oriel College  est l'un des colleges constitutifs de l'Université d'Oxford, au Royaume-Uni.
Il a été fondé en 1324 par Adam de Brome et la fondation a été confirmée dans une charte en janvier 1326 par Édouard II d'Angleterre, ce qui en fait le premier college d'Oxford à avoir une fondation royale.
Ce collège fut le centre effectif du mouvement de caractère anglo-catholique, le mouvement d'Oxford (1833-1845), animé par les enseignants Newman, Pusey et Keble.

## Bâtiments

### Premier quadrilatère
Il ne reste rien des bâtiment médiévaux d'origine de l'Oriel College et les plus récents datent du XVIIe siècle. Les ailes sud et ouest ainsi que la tour d'entrée furent ainsi construites entre 1620 et 1622 tandis que les rangées nord et est ainsi que les bâtiments de la chapelle datent de 1637 à 1642. La façade de la rangée est forme un E classique comprenant la chapelle du collège et le hall. Au centre de l'aile est, le portique de l'entrée du hall fut réalisé sous le règne de Charles Ier avec la légende Regnante Carolo, « Charles, étant roi », en lettres capitales. Le portique a été entièrement reconstruit en 1897. Au-dessus se trouvent les statues de deux rois : Édouard II, fondateur du collège, à gauche, et probablement Charles Ier ou Jacques Ier d'Angleterre. Au dessus se trouve une statue de la Vierge Marie, qui a donné son nom officiel au collège.
La chapelle actuelle a été consacrée en 1642 et, malgré des restaurations ultérieures, a conservé en grande partie son aspect d'origine. À la fin des années 1980, elle a été entièrement restaurée ainsi que l'orgue.

### Deuxième quadrilatère
Débuté en 1720, la construction fut achevée en 1796. Il abrite les salles communes et la bibliothèque des étudiants.

### Troisième quadrilatère
Les ailes sud, est et ouest du troisième quadrilatère contiennent des éléments médiévaux provenant de l'université d'Oxford. Les bâtiments de l'aile nord furent reconstruits en 1909-1911 (Rhodes Building), conçus par Basil Champneys.

#### Statue de Cecil Rhodes

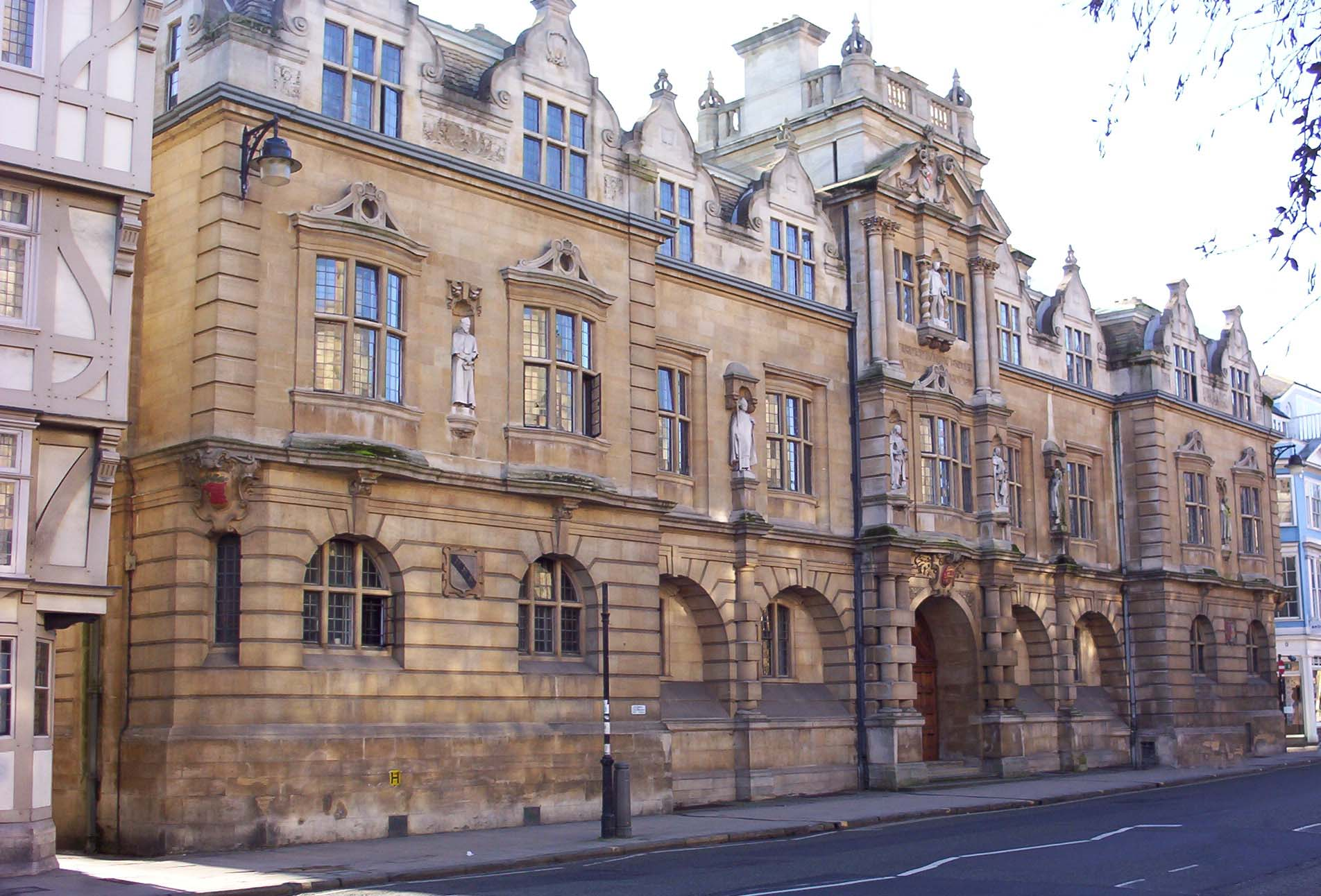
Statues de Cecil Rhodes, Édouard VII et George V sur la travée centrale de la façade du Rhodes Building sur High Street

Sur la façade du Rhodes Building donnant sur High Street figure notamment, au-dessus de l'entrée principale, une statue de Cecil Rhodes, diplômé d'Oriel. Cette statue, et celles des Rois Edouard VII et George V, faisaient partie d'un groupe de sept statues commandées au sculpteur Henry Pegram. L'inscription se lit comme suit : « e Larga MVnIfICentIa CaeCILII rhoDes ».
Cecil Rhodes avait fait fortune dans les mines du sud de l'Afrique. Croyant en la supériorité anglo-saxonne, il a consacré une partie de sa vie à l’extension de l’empire britannique en Afrique. Il a aussi effectué par testament une importante donation (100 000 £) à l’Oriel College et créé une bourse d’études à son nom, réservée a des étudiants mâles du Commonwealth. En hommage à son donateur, l'université a construit le Rhodes building en 1909-1911 sur la façade duquel une statue de Rhodes a été installée. Cet hommage est une première fois contestée en 2015-2016, à la suite du mouvement Rhodes Must Fall en Afrique du Sud qui pointe Rhodes comme symbole du colonialisme et de l'impérialisme britannique de la fin du XIXe siècle.
La campagne contre le maintien de la statue connait un regain de vigueur en juin 2020 dans le cadre du mouvement Black Lives Matter. Malgré le consensus obtenu alors entre la direction de l'université et la commission mise en place pour statuer sur le retrait de la statue, la direction de l'Oriel College décide l'année suivante, en raison des « défis réglementaires et financiers relatifs à la façade classée » de ne pas déboulonner la statue. Une plaque explicative est en revanche rajoutée pour contextualiser le bâtiment et la présence de la statue. En 2025, la direction de l'Oriel College réaffirme qu'elle ne retirerait pas la statue de Cecil Rhodes, mais qu'elle organiserait une nouvelle exposition visant à aborder l'héritage du colonialisme.

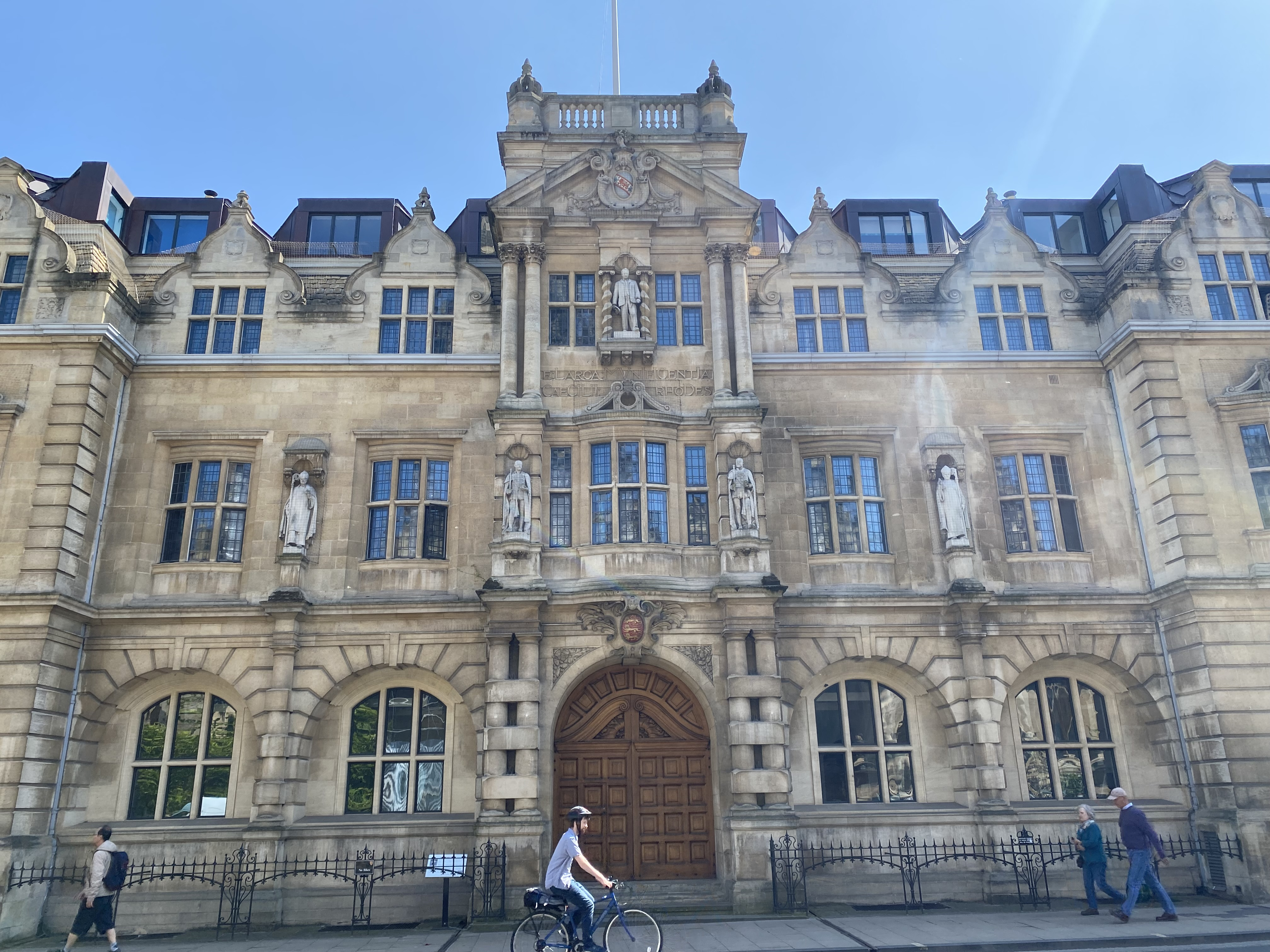
Le Rhodes building.
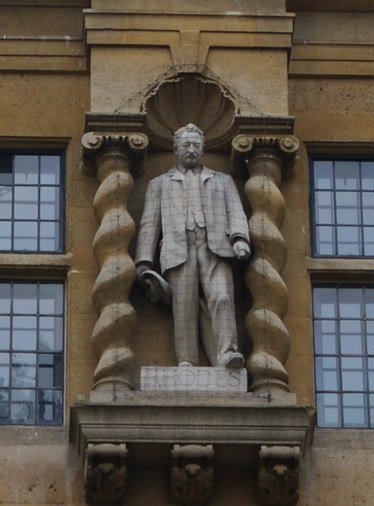
La statue de Cecil Rhodes.
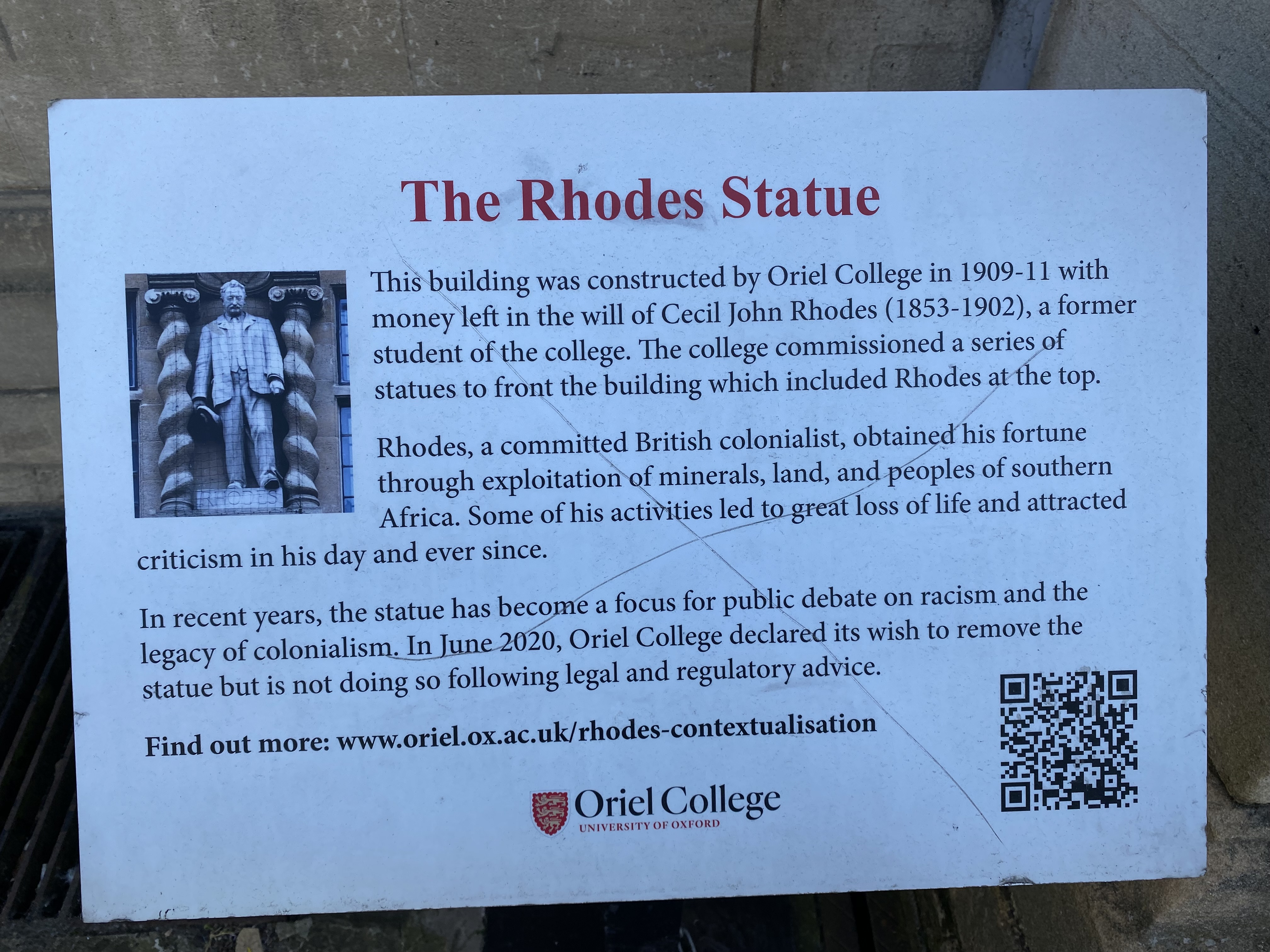
La plaque explicative rajoutée en 2021.

## Étudiants célèbres
- Thomas Arnold, (1795-1842), « regius professor » d’histoire moderne
- John Barton, (1948-), théologien, professeur d’exégèse biblique
- Marius Barbeau, (1883-1969), anthopologue canadien
- George Brummell, (1778-1840), esthète, pionnier du dandysme
- John William Burgon, (1813-1888), prêtre anglican, théologien et exégète
- Sir John Elliott, (1930-2022), historien, « regius professor » d’histoire moderne
- Richard Hurrell Froude, (1803-1836), prêtre anglican, figure majeure du Mouvement d'Oxford
- David Giles, (1926-2010), réalisateur de la télévision britannique
- Robert Godwin-Austen, (1808-1884), géologue
- Sebastian Grigg (1965-), homme politique britannique.
- Edmund Walker Head, (1805-1868), gouverneur général du Canada
- Christopher Hibbert, (1924-2008), écrivain et historien
- Richard Hughes, (1900-1976), poète et écrivain
- John Keble, (1792-1866), poète et théologien, figure majeure du Mouvement d'Oxford
- James Meade, (1907-1995), prix Nobel d’économie 1977
- John Henry Newman, (1801-1890), cardinal, figure majeure du Mouvement d'Oxford
- John Nunn, (1955-), champion d'échecs
- Thomas Pennant, (1726-1798), naturaliste et collectionneur d'antiquités
- Edward Bouverie Pusey, (1800-1882), « regius professor » d’hébreu, figure majeure du Mouvement d'Oxford
- Sir Walter Raleigh, (1554-1618), courtisan d'Élisabeth Ire et explorateur
- Cecil Rhodes, (1853-1902), premier ministre de la colonie du Cap, fondateur de la De Beers
- Hugh Edwin Strickland, (1811-1853), ornithologue et géologue
- Ronald Syme, (1905-1989), historien de l'Antiquité
- Alexander Todd, (1907-1997), prix Nobel de chimie 1957
- William Turton, (1762-1835), naturaliste
- Sir Pelham Francis « Plum » Warner, (1873-1963), international de cricket
- Richard Whately, (1787-1863), économiste, théologien, archevêque anglican de Dublin
- Robert Isaac Wilberforce, (1802-1857), pasteur anglican, membre du Mouvement d'Oxford
- Oswald Rayner (1888 -1961) est officier du renseignement anglais au sein du Secret Intelligence Service et l'un des tireurs lors de l'attentat contre Grigori Raspoutine. Les Britanniques redoutaient que Raspoutine veuille faire retirer les troupes russes engagées dans la Première Guerre mondiale

## Décors de films
L'Oriel College a été utilisé comme lieu de tournage pour des films tels que Oxford Blues (1984), True Blue (1991) ainsi que pour des épisodes de la série Inspecteur Morse .